# Sainte-Croix-en-Jarez

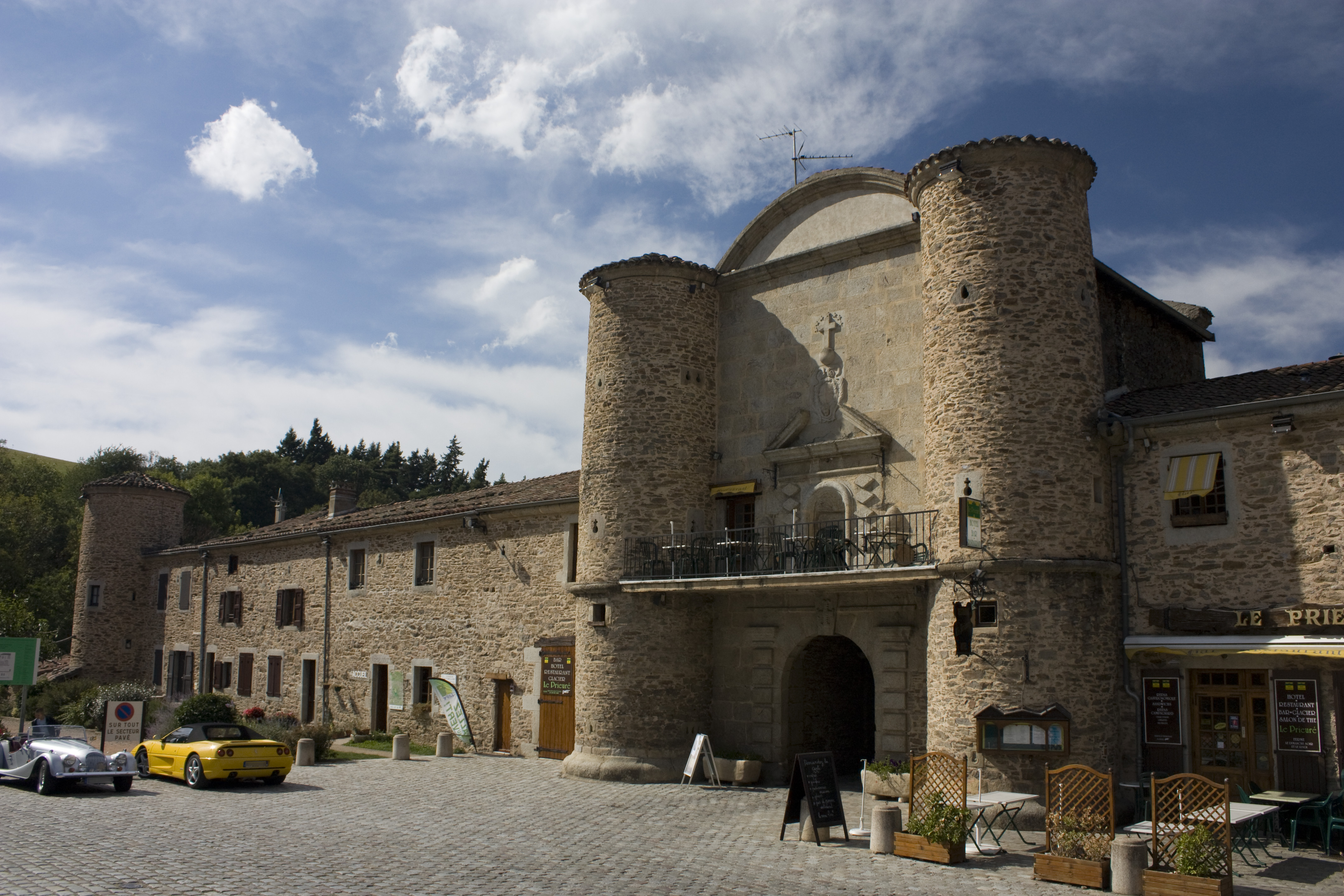
Vista de la fachada sur de la abadía

 Sainte-Croix-en-Jarez  es una población y comuna francesa, situada en la región de Ródano-Alpes, departamento de Loira, en el distrito de Saint-Étienne y cantón de Rive-de-Gier.

## Demografía
| 295 | 274 | 310 | 342 | 329 | 351 |
| Para los censos de 1962 a 1999 la población legal corresponde a la población sin duplicidades (Fuente: INSEE [Consultar]) |     |     |     |     |     |